# Чума!
«Чума́!» — российский комедийный телесериал 2020 года, пародирующий жизнь в условиях вызванной пандемией COVID-19 самоизоляции, перенося ситуацию в средневековую эпидемию чумы.

## Сюжет
Действие сериала происходит в XIV веке в выдуманном европейском городке Нищбурге в условиях эпидемии чумы. Сериал имеет одну сюжетную линию, перемежающуюся с гэгами: два стражника у входа в город обсуждают последние новости, красотка-Матильда из открытого окна вещает перед собравшимися жителями в инстаграммном стиле, местный лекарь пытается бороться с эпидемией, не имея ни малейшего представления о том, как это надо делать. Палач раздумывает, как бы внедрить казни по «удалёнке», печенеги штурмуют город в перчатках и в масках, дворцовая стража гоняется за жителями без масок и измеряет всем температуру.

### Первый сезон
Гонец Уильям, доставивший в город весть о чуме, оказывается взаперти из-за объявленного карантина и не может вернуться к ожидающей его в деревне неподалёку невесте Фелисии. Городом правит Барон, женатый по расчёту на 9-летней девочке, а его без малого 30-летняя родная дочь Марта срочно ищет жениха. На беду Уильяма, он приглянулся Марте и тому приходится выбирать — или подвергнуться казни, или жениться на принцессе. Барону скучно на «самоизоляции», поэтому он одинаково согласен на любой из двух вариантов. За время подготовки к свадьбе Уильям внезапно понимает, что влюбился в Марту, а потому отказывается жениться на пробравшей в город Фелисии. Однако, во время свадьбы кто-то похищает Марту и Уильям бросается в погоню за похитителями.

### Второй сезон
Отправившийся на поиски Марты Уильям попадает в плен к похитившим его жену разбойникам. Тут выясняется, что глава разбойничьей банды Августина — это потерявшаяся в детстве сестра Марты. Уильям, Марта, Августина и её подручный Фернандо возвращаются в город. Однако, оказывается, что Августина задумала убить Барона и завладеть Нищбургом. Тут начинают происходить странные вещи: доставленная из столицы вакцина от чумы оказывается отравлена, печенеги штурмом берут город, Уильям теряет память, а маленькая Баронесса бьётся за просвещение своего тёмного народа.

## Съёмки и показ
В сентябре 2019 года соучредитель производителя сериалов «Карбон Продакшн» Олег Туманов стал генеральным продюсером стримингового сервиса IVI, который решил запустить производство собственных сериалов. Для этого в феврале 2020 года IVI приобрёл 25% «Карбон Продакшн», а остальные доли остались у основателей компании Тины Канделаки (50%) и Давида Кочарова (25%). Весной того же года IVI было запущено производство двух первых сериалов — «Нежности» и «Чумы!» — оба сериала Олег Туманов оценил позднее как «хиты». Создатели сериала не озвучивают объём бюджета, но сообщают, что он был «скромным».
Создание сериала происходило весной 2020 года в условиях пандемии КОВИДа в естественных декорациях некоего расположенного в Подмосковье «за́мка». От идеи до запуска сериала прошло всего несколько недель. Режиссёрами выступили начинающий 27-летний казанский режиссёр Байбулат Батуллин и маститый Андрей Богатырёв. Для съёмок использовалась простая и доступная техника — так, вместо профессиональной видеокамеры видео снималось на Айфон. Бо́льшую часть главных ролей исполнили молодые актёры и квнщики, такие, как Зоя Бербер, Максим Лагашкин, Надежда Сысоева, Вячеслав Чепурченко и победительница шоу «Лучше всех», 7-летняя Ева Смирнова. В многих ролях второго плана были задействованы известные актёры и музыканты — Николай Басков, Ольга Бузова, Лолита Милявская, Иван Охлобыстин, Гарик Сукачёв, Сергей Шнуров, телеведущий Андрей Малахов, звёзды социальных сетей.
Показ первого сезона (6 серий по 16—18 минут) начался на стриминговом сервисе IVI 29 мая 2020 года, когда там стали доступны первые две серии. Следующие серии выкладывались еженедельно по пятницам. Все серии были доступны к просмотру бесплатно.
Премьерный показ второго сезона (8 серий по 20—24 минуты) осуществлялся на IVI с 30 октября по 18 декабря 2020 года.

## Критика и восприятие
Сериал вызвал разноречивую критику:
В рецензии Илоны Егиазаровой, опубликованной интернет-изданием «Вокруг ТВ», единственным положительным моментом сериала называлось участие в сериале Максима Лагашкина, а про остальных персонажей автор замечал, что «им нечего играть»:
Фейсбучные юмористы гораздо остроумнее шутили на все эти темы, и что важно — гораздо оперативнее.
Столь же негативно расценила сериал автор «Комсомольской правды» Антонина Веткина:
Это просто буквальный перенос не самых весёлых обстоятельств нашей жизни в вымышленную вселенную без какого-либо осмысления и развития.
Более комплиментарной была рецензия критика «Российской газеты» Валерия Кичина, отмечавшего как юмор «Чумы!», так и игру актёров:
Да, это шуточки разового употребления, они смешны и хороши точным попаданием в яблочко последней теленовости, но в этом своём качестве работают безошибочно.
Очень положительно расценила вышедший сериал автор издания «Новый очаг» Ольга Моисеева:
Может быть, вы не будете кататься от смеха по полу, держась за живот, но многие шутки получились по-настоящему удачными и острыми. Так что хорошее настроение и приятный отдых гарантированы.
Сериал вошёл в топ просмотров на сервисе IVI и стал лауреатом премии Glamour Influencers Awards 2020 как «лучший сериал на карантине». Через год после выхода сериала генеральный продюсер стримингового сервиса IVI Олег Туманов назвал его «хитом» и оценил как успешный.

## В ролях
| Актёр                     | Роль                       |
| ------------------------- | -------------------------- |
| Максим Лагашкин           | Барон                      |
| Вячеслав Чепурченко       | Уильям, гонец              |
| Зоя Бербер                | Марта, дочь Барона         |
| Ева Смирнова              | жена Барона                |
| Алина Алексеева           | Августина, сестра Марты    |
| Кирилл Нагиев             | Фернандо, лесной разбойник |
| Омар Алибутаев            | начальник стражи           |
| Дмитрий Хасис             | 1-й стражник               |
| Иван Купреенко            | 2-й стражник               |
| Игорь Ознобихин           | монах                      |
| Денис Привалов            | палач                      |
| Надежда Сысоева           | Матильда                   |
| Мария Горбань             | Банильда                   |
| Агата Муцениеце           | Урсула                     |
| Ольга Бузова              | Бузильда                   |
| Сафия Яруллина            | Фелисия, невеста Уильяма   |
| Лолита Милявская          | Корнелия                   |
| Ольга Веникова            | Джоанна                    |
| Елена Борщёва             | Андалла                    |
| Наталья Ящук              | Сесилия                    |
| Дмитрий Красилов          | Карл 44-й, принц Танцбурга |
| Александр Гудков          | Филипп, сводный брат Марты |
| Сергей Шнуров             | рассказчик, певец          |
| Иван Кулаков              | знахарь                    |
| Иван Охлобыстин           | лекарь                     |
| Бахтияр Ташбулатов        | главный печенег            |
| Байбулат Батуллин         | печенег                    |
| Олег Верещагин            | свадебный генерал          |
| Всеволод Москвин          | придворный маг             |
| Александр Волохов         | глашатай                   |
| Гарик Сукачёв             | придворный певец           |
| Николай Басков            | столичный барон            |
| Вячеслав Манучаров        | ведущий шоу                |
| Нина Кириллова            | крестьянка                 |
| Елизавета Варвара Аранова | ведьма                     |